# Münchner Stadtanzeiger

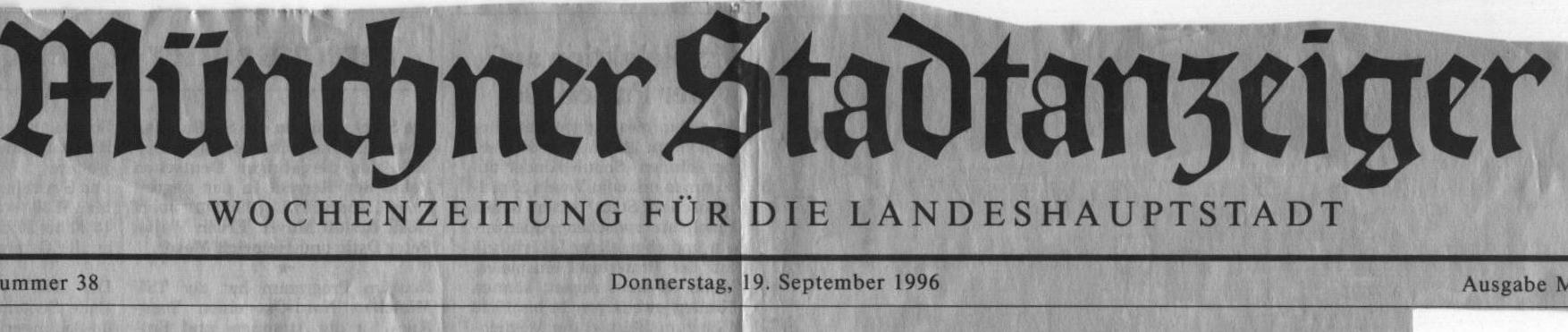
Logo des „Münchner Stadtanzeigers“ 1996

Eine Zeitung unter dem Namen Münchener Stadtanzeiger erschien erstmals im Jahr 1907 als Fortsetzung der Münchener Ratsch-Kathl, zuletzt 1921 unter dem Titel Bayern-Warte und Münchener Stadtanzeiger – parteiloses Wochenblatt für Schutz des Bayerntums. Der spätere Münchner Stadtanzeiger war eine von 1945 bis 1997, seit 1950 im Süddeutschen Verlag erschienene Lokalzeitung in München, die sich selbst als Heimatzeitung für die Stadt und den Landkreis München bezeichnete. Die vierseitige, erste Ausgabe nach dem Zweiten Weltkrieg widmete sich u. a. der katastrophalen Lage auf dem Münchner Wohnungsmarkt, der künftigen Gasrechnung, der Wochenration an Kartoffeln sowie der Bekanntgabe der Impftermine gegen Pocken und Diphtherie. Gründer war der Journalist Josef Ackermann (1896–1959), der nach wiederholter KZ-Haft in den Jahren 1933 bis 1945 im Jahr 1945 Direktor des Städtischen Nachrichtendiensts geworden war und später dem Bayerischen Senat angehörte. Von 1959 bis 1989 war der Journalist Erich Hartstein (9. Juli 1924 – 26. Juni 2016) Redaktionsleiter des nunmehr zweimal wöchentlich als Verlagsbeilage der Süddeutschen Zeitung und im halben Format dieser Zeitung und zuletzt noch wöchentlich im Format der Zeitung veröffentlichten Stadtanzeigers. Bei der Ausweitung des Lokalteils der Süddeutschen Zeitung wurde der Münchner Stadtanzeiger 1997 eingestellt.